# Maria Freund
Maria Freund, także Marya Freund (ur. 12 grudnia 1876 we Wrocławiu, zm. 21 maja 1966 w Paryżu) – śpiewaczka pochodzenia polskiego, sopran.

## Życiorys
Była córką zamożnego mecenasa sztuki Leopolda Henschla, w którego domu bywali m.in. Max Bruch, Johannes Brahms, Hans von Bülow, Joseph Joachim i Anton Rubinstein. Jej nauczycielami byli Pablo Sarasate i Ignacy Jan Paderewski. Studiowała u Floriána Zajíca w Berlinie, Juliusa Stockhausena we Frankfurcie nad Menem, Henri Criticosa w Paryżu oraz Raimunda von Zur Mühlena w Londynie. Jako śpiewaczka debiutowała w 1909 roku w Berlinie rolą w Chrystusie Antona Rubinsteina. Występowała na scenach europejskich i amerykańskich pod batutą takich dyrygentów jak Arthur Nikisch, Willem Mengelberg, Pierre Monteux, Gabriel Pierné, Wilhelm Furtwängler czy Hermann Scherchen. W 1919 roku przyjęła obywatelstwo polskie, mieszkała jednak na stałe w Paryżu. Po 1936 roku ograniczyła działalność koncertową, poświęcając się pracy pedagogicznej.
Zdobyła sobie sławę jako wykonawczyni pieśni i interpretatorka muzyki współczesnej. Wykonała m.in. Kindertotenlieder Gustava Mahlera (1912) oraz Pierrot lunaire (1912) i Gurrelieder Arnolda Schönberga (1913). W jej repertuarze znajdowały się ponadto utwory takich twórców jak Erik Satie, Ernest Bloch, Zoltán Kodály, Gian Francesco Malipiero, Siergiej Prokofjew, Francis Poulenc i Karol Szymanowski. Utrzymywała kontakty z grupą Les Six, w 1922 roku wystąpiła w Warszawie wspólnie z Dariusem Milhaudem i Francisem Poulenkiem.
Jej synem był śpiewak Doda Conrad.